# 村舍

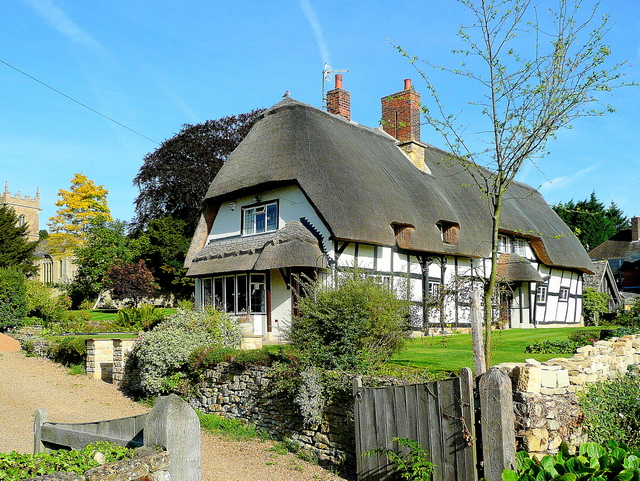
英國的典型村舍

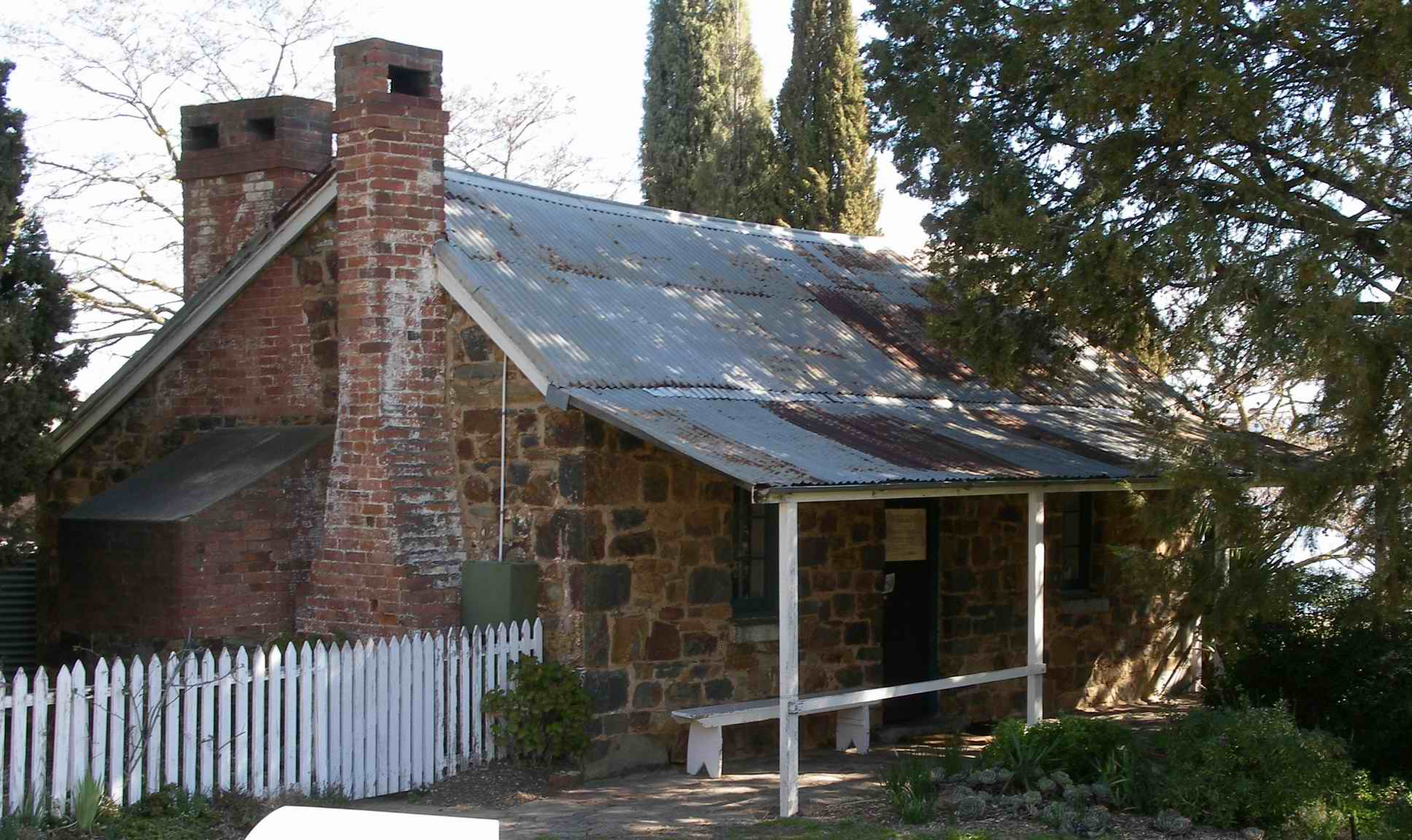
澳大利亞的鄉村石屋

村舍，或稱村屋，是指在農村、郊區或市郊的小型房屋，一般只有一至三層高。不少村舍是傳統房屋，如華南地區的青磚屋。現代亦有不少新式村舍，有些還有高科技設備。